# LULI2000

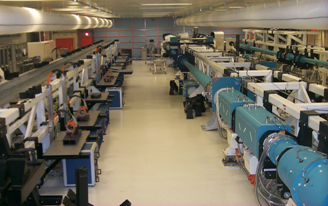
Hall du laser LULI2000.

LULI2000 est un laser de puissance destiné à la recherche scientifique, situé au laboratoire LULI (Laboratoire pour l'Utilisation des Lasers Intenses) à l'École polytechnique de Palaiseau en France.

## Applications
Comme pour tous les lasers délivrant des impulsions de forte énergie et de forte puissance, ses applications principales sont liées au flux d'énergie très élevé obtenu après focalisation sur des taches focales de dimensions réduites, de quelques micromètres à quelques centaines de micromètres de diamètre. L'interaction entre ces faisceaux focalisés et des cibles de différentes natures conduisent à des plasmas chauds, pouvant atteindre plusieurs dizaines ou centaines de millions de degrés, et des densités et des pressions élevées, comparables à celles qui règnent au cœur des étoiles ou au centre des planètes.
Les principaux thèmes de recherche développés sur cette installation concernent la fusion inertielle laser et toute la physique associée, la physique fondamentale des plasmas chauds et denses et ses applications en astrophysique et géophysique, ou l'étude et le traitement de matériaux par laser.

## NANO2000
NANO2000, la version nanoseconde de LULI2000 est constituée de deux chaînes laser à verre au néodyme délivrant chacune une énergie de 1 kJ en régime nanoseconde à 1,05 µm de longueur d'onde sur un diamètre de 200 mm. Ces faisceaux peuvent être doublés ou triplés en fréquence, délivrant ainsi des faisceaux à des longueurs d'onde de 0,53 µm ou 0,35 µm.
Ces faisceaux sont dirigés vers une enceinte sous vide de 2 m de diamètre où ils sont focalisés et interagissent avec de petites cibles. Un ensemble de diagnostics permet d'analyser les processus d'interaction entre les faisceaux laser et la cible et de caractériser l'état du plasma chaud ainsi généré.

## PICO2000
PICO2000, l'adaptation d'une des deux chaînes en régime picoseconde, permettra d'atteindre en 2007 un faisceau de 200 J en 1 ps, faisant de LULI2000 l'installation la plus énergétique en Europe couplant un faisceau nanoseconde et un faisceau picoseconde.
L'allumage rapide, une variante du schéma classique de fusion inertielle par laser, sera un des sujets importants abordés sur cette installation, en accompagnement des futures installations PETAL  puis éventuellement HiPER, une installation de taille européenne.